# Vlastní pokoj
Vlastní pokoj je rozsáhlá esej Virginie Woolfové, která poprvé vyšla v září 1929. Dílo vychází ze dvou přednášek, které Woolfová přednesla v říjnu 1928 na Newnham College a Girton College, ženských kolejích univerzity v Cambridge.
Woolfová ve své eseji používá metafory, aby prozkoumala společenskou nespravedlnost, a komentuje nedostatek svobody projevu žen. Její metafora ryby vysvětluje její nejzásadnější myšlenku: „Žena musí mít peníze a vlastní pokoj, pokud chce psát beletrii“. Píše o ženě, jejíž myšlenky „se spustily do proudu“. Když žena začne přemýšlet o nějakém nápadu, strážný prosadí pravidlo, podle kterého ženy nesmějí chodit po trávě. Při dodržování tohoto pravidla žena svůj nápad ztratí. Woolfová zde popisuje vliv společenského očekávání žen jako pouhých domácích nositelek dětí, nevědomých a cudných. V textu naznačuje, že absence ženské beletrie je spíše důsledkem nedostatku příležitostí než výrazné absence talentu.

## Původ
Esej vychází ze dvou příspěvků, které Woolfová přednesla 20. a 26. října 1928 ve dvou cambridgeských studentských spolcích, Newnham Arts Society na Newnham College a ODTAA Society na Girton College. Elsie Duncanová-Jonesová, tehdy známá jako Elsie Phareová, byla v té době předsedkyní Newnhamské umělecké společnosti a napsala o příspěvku s názvem „Women and Fiction“ (Ženy a fikce) zprávu pro univerzitní časopis Thersites. Woolfová pobývala v Newnhamu na pozvání Pernel Stracheyové, ředitelky koleje, jejíž rodina patřila ke klíčovým členům Bloomsbury Group. V Girtonu ji doprovázela Vita Sackville-Westová. V roce 1929 vyšla kniha o šesti kapitolách.

## Obsah

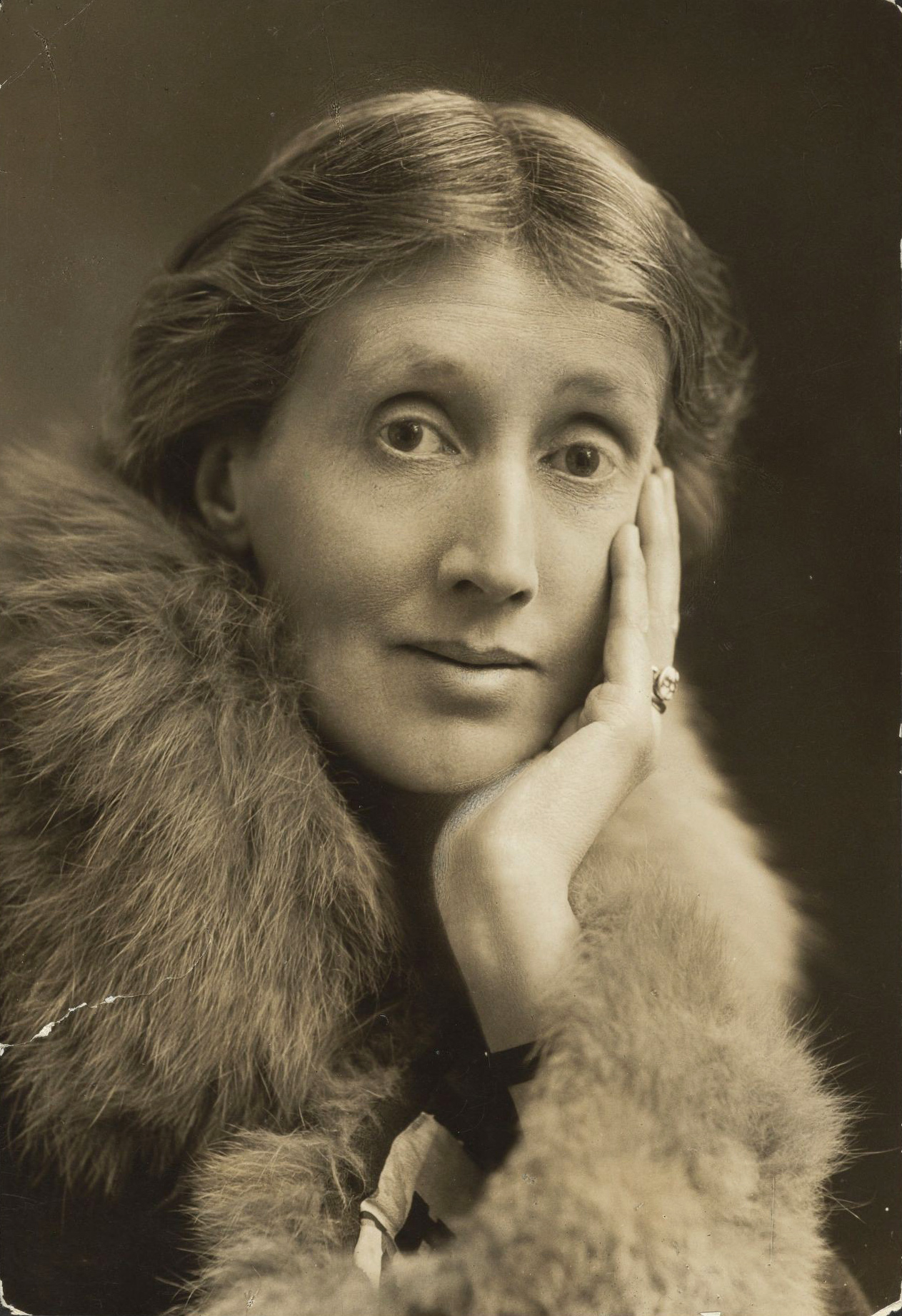
Woolfová v roce 1927.

Tištěná verze je rozdělena do šesti kapitol; následující přehled nejdůležitějších obsahů a tezí se tímto rozdělením neřídí, ale je uspořádán tematicky. Woolfová na začátek svých úvah staví fiktivní literárně velmi nadanou osobu – sestru Williama Shakespeara – a popisuje překážky, kterým by byla vystavena už jen proto, že ženy byly v historii kulturně, sociálně a ekonomicky znevýhodněny.

### Vlastní pokoj
Esej výslovně odkazuje na výše zmíněné společenské podmínky. Proto musely být pro Woolfovou splněny dvě podmínky, aby i ženy mohly tvořit „velkou literaturu“: „pět set liber ročně a vlastní pokoj“. Pět set liber nebyla nijak závratná částka, ale na živobytí to stačilo. Materiální zabezpečení je ústředním požadavkem eseje, protože znamenalo nezávislost na manželích nebo almužnách. Tento požadavek byl pro Woolfovou velmi důležitý; prochází celým jejím životem i literárním dílem. Sama Virginia Woolfová si užívala luxusu vlastního pokoje od roku 1904, kdy se její rodina po otcově smrti přestěhovala do domu v Bloomsbury. Její vlastní příjem nepřesáhl 500 liber až do roku 1926.
Kromě materiálního zabezpečení byl pro Woolfovou nezbytný i oddělený prostor pro tvůrčí práci, protože až do konce 19. století neměly ženy kvůli svým povinnostem v domácnosti téměř žádné soukromí. Jen málokdo měl denně několik hodin nerušeného času na psaní. Po tisíce let, například ve starém Řecku, byl domov (oikos) považován za prostor žen, zatímco svět venku patřil mužům. Ale ani v tomto prostoru, kde měly ženy vliv, ale často mohly vycházet jen se svolením a ve společnosti, neměly nárok na vlastní pokoj. Na jedné straně „vlastní pokoj“ je „metaforou soukromí“, ale je to také konkrétní místo.
„Ženy sedí v uzavřených místnostech už miliony let, takže i stěny jsou dnes prostoupeny jejich tvůrčí silou.“ Ženské pokoje se proto mohou a musí stát předmětem literatury. Když Woolfová mluví o „komnatách“ a „jeskyních“, které musí „pochodeň“ literatury osvětlit, zahrnuje to také „duši“, celý život; nesčetné každodenní zážitky, sny, myšlenky, okamžiky, které by bez možnosti psát byly navždy ztraceny.
Metafora „vlastního pokoje“ má několik rovin, které Woolfová v textu formuluje nebo naznačuje:
1. Vlastní místnost v domě ve smyslu soukromého vlastnictví; materiální nezávislost.
2. Osobní soukromí; duchovní nezávislost.
3. Pouze androgynní duše s mužskou a ženskou částí umožňuje literární genialitu.[12]
4. Vlastní diskurzivní prostor v dějinách; právo na podíl na kulturní produkci.

### Dvě vysoké školy

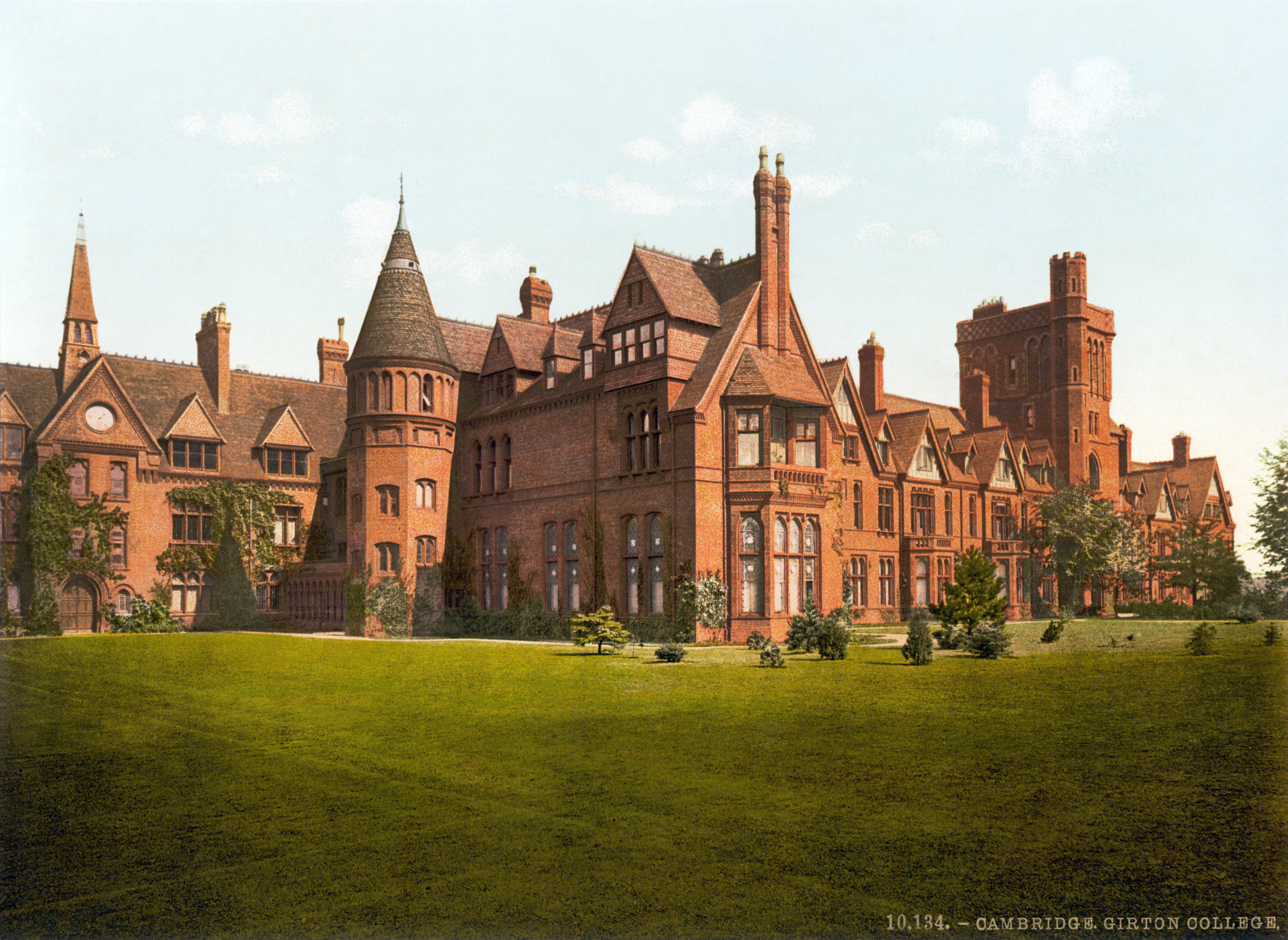
Girton College, Cambridge

Woolfová začíná svůj text fiktivní procházkou po kampusu Oxbridge, přičemž Oxbridge označuje exkluzivní univerzity Oxford a Cambridge. Ženské postavě je znemožněno přejít přes trávník a je jí odepřen přístup do knihovny. To se již týká prvních institucí, do nichž byl ženám odepřen přístup: akademické obce a světa knih. Na této univerzitě údajně „vládne mysl, zbavená veškerého kontaktu s realitou (pokud člověk opět nevstoupí na trávník)“. Díky omezením přístupu se ale ukazuje, že i toto útočiště mysli podléhá převládajícím společenským pravidlům.

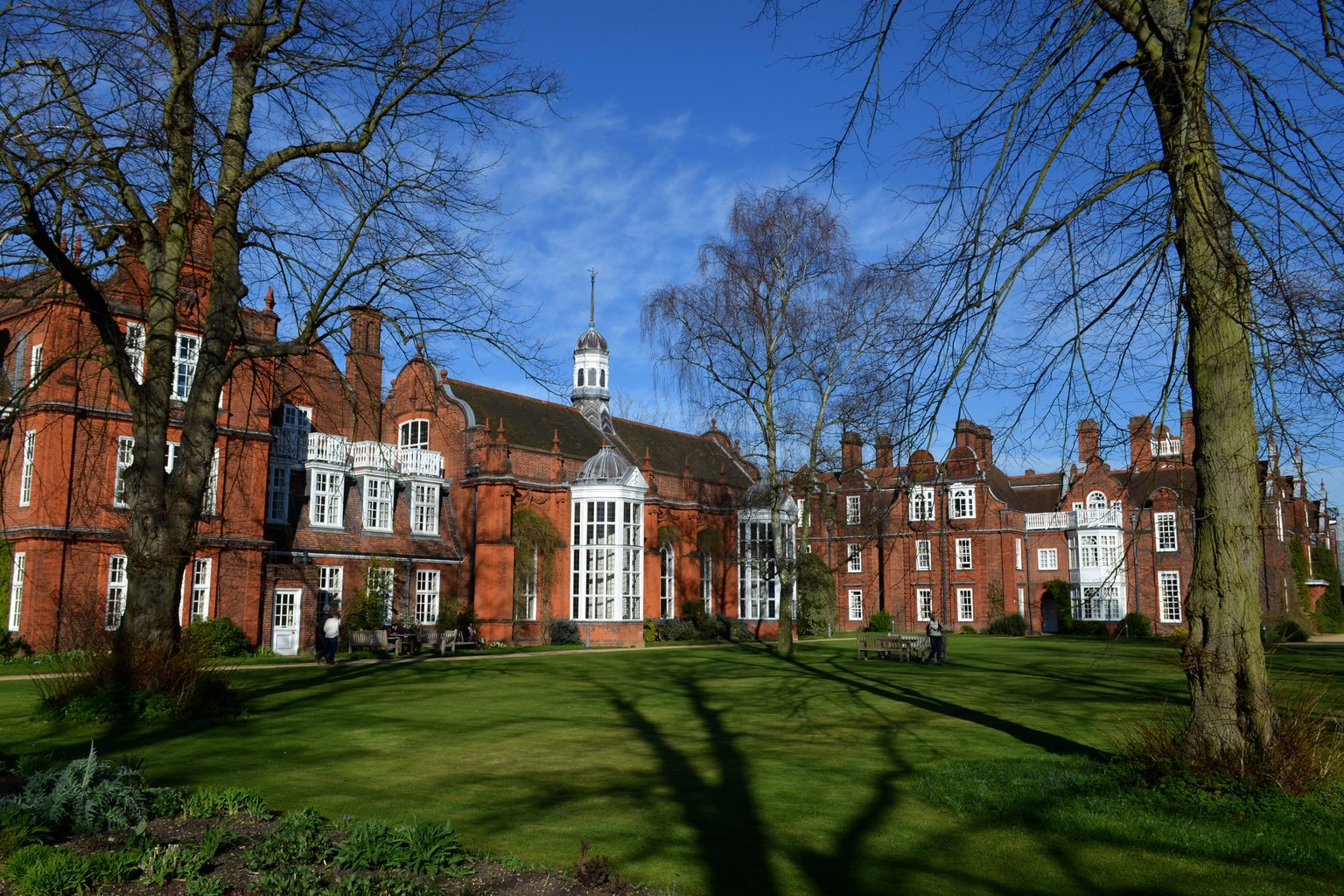
Newnham College, Cambridge

Poté je pozvána na slavnostní večeři; honosné jídlo ukazuje, že univerzita, kde dominují muži, je postavena na zlatých základech. Druhé jídlo se odehrává ve fiktivní ženské koleji „Fernham“; zde se z jednoduchých talířů podává řídká polévka. Vypravěčka si stěžuje na „hanebnou chudobu našeho pohlaví“; ženské vysoké školy, financované z darů, se nemohly těšit z generací bohatých mecenášů jako jejich tradiční mužské protějšky.
Vzhledem k tomu, že Virginii Woolfové bylo blízké zejména vzdělávání mladých žen, promlouvají scény na obou vysokých školách přímo k divákům či čtenářům. Jako ženská normalita neprovdané ženy znaly spíše málo placená zaměstnání: v oblasti výchovy dětí, ošetřovatelství nebo v novinářských příležitostných pracích.

### Ženské literární dějiny
Rozdíl mezi pohlavími je pojímán především v materiální rovině, ale Woolfová popisuje také rozdíl v tradici: každý mužský spisovatel se může opřít o dlouhou řadu vzorů, zatímco ženy nikoli. Vypravěčka se zamýšlí nad „bezpečím a blahobytem jednoho pohlaví a chudobou a nejistotou druhého a nad vlivem tradice nebo jejího nedostatku na mysl spisovatele či spisovatelky“.
Představuje sestru Williama Shakespeara, neméně talentovanou Judith Shakespearovou, a ukazuje, co by se stalo se ženou nadanou pro psaní v 16. století: je zesměšňována, odmítána v divadle, nakonec otěhotní a ze zoufalství si vezme život. Tento tragický fiktivní životní příběh je příkladem mnoha autorek literární historie před rokem 1900.
Ve své eseji Woolfová vyzývá ke studiu dějin ženské literatury. Sama se již od roku 1904 objevovala jako literární kritička v The Times Literary Supplement. V knize Vlastní pokoj uvádí řadu spisovatelek a vzdává hold Margaret Cavendishové, Dorothy Osborneové, Aphře Behnové, Emily Brontëové, Christině Rossettiové, Jane Austenové a své současnici Marii Stopesové, která psala pod pseudonymem Mary Carmichaelová. U všech – s výjimkou Jane Austenové – se však prý projevoval útlak, nutkání přizpůsobit se a hněv, který narušoval jejich psaní. Podle Woolfové musí být vynikající literatura prosta stranickosti. Pouze materiální zlepšení situace žen může i ony dosáhnout poetického „bílého žáru“ tvůrčího ducha. „Politické umění“ to podle Woolfové nemůže splňovat, jak uvádí Dějiny anglické literatury vydané Hansem Ulrichem Seeberem v roce 1991, protože zaměňuje „propagandu s uměleckou interpretací celku života“.
Woolfová také vznáší požadavky na současné ženské psaní, a to několik desetiletí před teorií écriture feminine: ženy by měly „psát tak, jak píší ženy, ne tak, jak píší muži“, tedy z perspektivy ženy, poeticky zobrazovat „ženskou zkušenost světa“. Tématem této literatury by měly být ženy, jejich prožitky a úvahy, nikoli ženské postavy, které jsou tu jen proto, aby muže přiváděly do bojů ze žárlivosti; literatura potřebuje spíše popisy žen, jaké skutečně jsou, jejich každodenní jednání, myšlení, vztahy mezi sebou i s muži. Je třeba, aby se „nahromaděný, nikdy nepopsaný život“ stal materiálem literatury; je třeba zapálit pochodeň „v té prostorné komnatě, kde nikdo nikdy nebyl“.
Woolfová se toto tvrzení snažila naplnit četnými ženskými postavami ve svých románech. Již výše zmíněná „rozlehlá komnata“ ženského životního prostoru byla v té době z literárního hlediska skutečně téměř „neobjevenou zemí“ (kromě velkých románů Austenové a Brontëové nebo například ženských postav Effi Briestové, paní Jenny Treibelové atd.).
Od té doby feministická literární věda zohlednila poptávku po výzkumu podílu žen na literární historii. Stále více autorek je znovu objevováno, encyklopedie a biografie otevírají ženský podíl na literární historii, který byl až do doby Woolfové z velké části zapomenut. Sama Woolfová byla a je obecně uznávána jako velká spisovatelka moderní doby a je často srovnávána s Marcelem Proustem a Jamesem Joycem.
Uznáván byl také požadavek na znovuobjevení literární tradice spisovatelek. „Sesterstvo“ neboli rodová galerie literárních „matek“ by konečně měla být schopna nahradit nebo doplnit „otce“. Postava Judith Shakespearové si v ženské literatuře také žije vlastním životem. Je možné, že Woolfová znala lehký román Judith Shakespeare od Williama Blacka (1841–1898) alespoň podle názvu. Obvykle se však tato postava interpretuje z Woolfové biografické situace, neboť Shakespeare byl pro každého anglicky mluvícího spisovatele té doby – a zjevně i pro ni – největší otcovskou postavou v literatuře.

### Patriarchát
Ženy jsou vždy jen předmětem literatury, podotýká vypravěčka: „Uvědomujete si, že jste snad nejčastěji zpracovávaným živočichem ve vesmíru?“. Britská knihovna, v jistém smyslu národní paměť Británie, je plná spisů napsaných o ženách autory, kteří ženy otevřeně či skrytě nenávidí; vypravěčka si představuje autora, „který trpěl pocitem, jenž ho nutil bodat perem do papíru, jako by při psaní zabíjel škodlivý hmyz“. Patriarchát je všudypřítomný; svět je plný rozhněvaných mužů, kteří potřebují ženy jen jako zrcadla – zrcadla „s magickou a povznášející mocí odrážet postavu muže ve dvojnásobné velikosti“. Ve skutečnosti je však trápí strach ze ztráty vlastního přehnaného pocitu vlastní hodnoty – pokud se ženy emancipují, muži ztratí své zrcadlo.
Teze o narcismu je poplatná psychoanalýze; později našla velkou oblibu v ženském hnutí a v psychoanalytické literární vědě a byla často opakována v podobné podobě, ale také ostře kritizována.

### Teze oandrogynii
Dokonalý spisovatel, vysvětluje Woolfová v šesté a poslední části eseje, musí být androgynní, to znamená, že musí dosáhnout „přirozeného splynutí“ své mužské a ženské stránky v mysli. Bylo to, „jako by v mysli existovala dvě pohlaví, která odpovídají dvěma pohlavím v těle, a jako by se i ona musela spojit, aby dosáhla dokonalého uspokojení a blaženosti“. Čistě "mužské" způsoby psaní byly nudné a mrtvé; všichni velcí spisovatelé, počínaje Shakespearem, byli androgynní.
I tento postulát je v reakci na něj kontroverzní. Moderní literární věda se drží zpátky s tezemi o psychice autorů a řada autorů ženské literatury toto tvrzení odmítá. Něco podobného jako Virginia Woolfová psala Simone de Beauvoir v knize Druhé pohlaví.
Kvůli eseji Woolfová přerušila práci na románu Orlando, který byl výrazem jejího milostného vztahu s Vitou Sackville-Westovou. Jeho hlavním tématem je „klidná androgynita“; titulní postava žije několik životů v různých epochách a mění pohlaví z věku na věk. Vlastní pokoj se proto často vztahuje k Orlandovi a tématu genderové identity.

### Sexualita
Stejně jako v mnoha románech Virginie Woolfové se i ve Vlastním pokoji objevují narážky na lesbickou lásku. V té době probíhaly v Británii soudní spory o homosexuální scény v současné literatuře. Soudní proces s Radclyffe Hallovou, autorkou lesbicky laděného románu Studna samoty, se odehrál v bezprostředním okolí Woolfové.
Virginia Woolfová si Sigmunda Freuda velmi vážila a vydala jeho spisy v anglickém překladu ve vlastním nakladatelství Hogarth Press. Není proto divu, že ve Vlastním pokoji používá některé „freudovské“ obrazy. Během scény s obědem na začátku filmu hosté náhle spatří bezocasou kočku Manx. Na konci jídla se rozhovor stočí zpět ke kočce, přičemž náhodně poznamená: „Je zvláštní, jaký rozdíl dělá ocas.“ Tento symbol byl často chápán jako výraz závisti vůči penisu a komplexů méněcennosti. V novější kritice je však tento obraz interpretován jinak: podle ní poukazuje na rozdíl v moci a finančních prostředcích, který je spojen s pohlavím. O něco později je v textu zmíněna básnířka, jejíž rozkvetlý talent je potlačen (patriarchálním) prostředím, „jako by se obrovská okurka rozprostřela nad všemi růžemi a karafiáty v zahradě a udusila je“.

## Kritika
Alice Walkerová reagovala na poznámku Woolfové, že psát mohou pouze ženy, které mají „vlastní pokoj“. Sama Woolfová poukazovala na to, že ne všechny ženy v její společnosti mají takový bezpečný prostor, ale Walkerová pokračuje v rozhovoru tím, že hovoří o dalším vyloučení, kterým trpí ženy barevné pleti. Walkerová uvádí:
Virginia Woolfová ve své knize Vlastní pokoj napsala, že aby žena mohla psát beletrii, musí mít určitě dvě věci: vlastní pokoj (s klíčem a zámkem) a dostatek peněz, aby se uživila. Co si tedy máme myslet o Phillis Wheatleyové, otrokyni, která nevlastnila ani sama sebe? Tuto nemocnou, křehkou černošskou dívku, která občas potřebovala vlastního sluhu – její zdraví bylo tak nejisté – a která, kdyby byla běloškou, by byla snadno považována za intelektuálně nadřazenou všem ženám a většině mužů v tehdejší společnosti.
Walkerová si uvědomuje, že Wheatleyová je v situaci, která se od vypravěčky Woolfové eseje značně liší, protože nevlastní ani sama sebe, natož „vlastní pokoj“. Wheatleyová a další spisovatelky existují mimo tento pokoj, mimo prostor, který Woolfová vyčlenila pro spisovatelky. Přestože Walkerová upozorňuje na limity Woolfové eseje, spojením womanistické prózy (psaní žen) s fyzickým a metaforickým prostorem „zahrad našich matek“ vzdává hold podobnému úsilí Woolfové o hledání prostoru, „pokoje“ pro spisovatelky.

## Adaptace akulturní odkazy
V roce 1975 založilo pět žen v Madisonu ve Wisconsinu knihkupectví „A Room of One's Own“ jako feministické knihkupectví, ale později se z něj stalo běžné knihkupectví.
Literární časopis založený v roce 1975 v kanadském Vancouveru společností West Coast Feminist Literary Magazine Society neboli Growing Room Collective se původně jmenoval Room of One's Own, ale v roce 2007 se přejmenoval na Room.
Píseň "Shakespeare's Sister" od skupiny The Smiths z roku 1985 je pojmenována podle jedné části eseje. Shakespears Sister, založená v roce 1988, je alternativní popová skupina, v níž působí Siobhan Fahey. Název byl převzat z názvu písně skupiny Smiths, nicméně Faheyová popsala význam názvu takto: „Siobhan Faheyová je matka, sestra, dcera, není to umělkyně. Umělkyně je Shakespearova sestra“.
Vlastní pokoj byl adaptován jako divadelní hra Patricka Garlanda, která měla premiéru v roce 1989 s Eileen Atkinsovou; televizní adaptace této hry byla vysílána na PBS Masterpiece Theatre v roce 1991.
V muzeu Leather Archives and Museum, založeném v roce 1991, je k vidění výstava nazvaná A Room of Her Own (Vlastní pokoj), o níž kurátor Alex Warner napsal: „Když jsem začal pracovat na instalaci první výstavy projektu Women's Leather History Project, byl jsem nadšený, že jsme v LA&M doslova i obrazně vytvořili prostor pro historii žen v kůži. Z této myšlenkové linie vznikl 'A Room of Her Own' (Vlastní pokoj), který vychází z feministického textu Virginie Woolfové z roku 1929, jenž obhajuje potřebu žen mít prostor k přemýšlení a tvorbě“.
Třetí album skupiny Two Nice Girls z roku 1991 se jmenovalo Chloe Liked Olivia a odkazovalo na esej.
Knihu Chloe plus Olivia: antologie lesbické literatury od 17. století do současnosti vydala v roce 1994 Lillian Fadermanová; výraz „Chloe plus Olivia“ odkazuje na tuto esej.
Blog s názvem Shakesville byl nakonec založen v roce 2004 jako Shakespeare's Sister; blog skončil v roce 2019. Byl pojmenován podle písně Shakespeare's Sister od skupiny Smiths a podle eseje, protože (v souvislosti s esejí): „Já [původní autorka blogu Melissa McEwanová] jsem dědičkou všech Shakespearových sester přede mnou, které si vyčlenily vlastní místnosti, malé kousky prostoru a času, v nichž si vytvořily návyk svobody a sebraly odvahu napsat přesně to, co si myslí. Přijala jsem jejich odkaz s dechberoucí vděčností a nutkavou potřebou a vytvořila jsem si vlastní pokoj, postavený z jedniček a nul, kde se je snažím uctít, jak nejlépe umím.“
Hra Patricie Lamkinové Balancing the Moon (2011) byla inspirována esejem.
V roce 2014 byl v Singapuru otevřen ženský co-workingový prostor „Woolf Works“, který byl pojmenován po Virginii Woolfové jako pocta jejímu eseji.